# Robert J. Ferrier

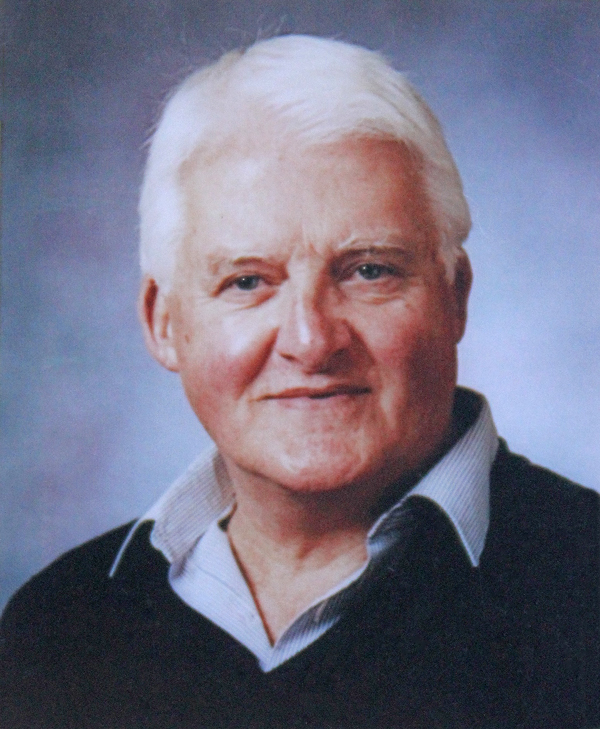
Robin Ferrier

Robert John „Robin“ Ferrier (* 7. August 1932 in Edinburgh, Schottland; † 11. Juli 2013 in Wellington, Neuseeland) war ein britisch-neuseeländischer Chemiker.

## Leben
Robert J. Ferrier wurde auf Grund von familiären Traditionen Robin Ferrier genannt. Er besuchte seine ganze Schulzeit über die George Heriot’s School. 1954 schloss er an der University of Edinburgh erfolgreich seinen Bachelor of Science ab und erwarb 1957 unter der Leitung von Gerald Aspinall seinen Ph.D. in der Forschung über Polysaccharide. Neben seiner Arbeit als Lehrender am Birkbeck College der University of London fokussierte sich Ferrier anschließend auf Monosaccharide. In den frühen 1960ern arbeitete er in der Arbeitsgruppe von Melvin Calvin an der University of California in Berkeley. Während dieser Zeit erlebte er, wie Calvin den Nobelpreis für Chemie bekam. 1970 wechselte Ferrier an die Victoria University in Neuseeland, wo er die Stelle als erster Vorsitzender der organischen Chemie antrat. Dort führte er seine Forschung über die Monosaccharide weiter, wobei er sich im pharmazeutischen Interesse auf deren Anwendung als Startmaterialien für die Synthese von Verbindungen, die keine Kohlenhydrate sind, spezialisierte. Ferrier wurde 1977 als Mitglied der Royal Society of New Zealand und 1972 als Mitglied des New Zealand Institute of Chemistry auserwählt. In den 1980er Jahren diente er dem Gremium für toxische Substanzen und übernahm die Leitung des Berichtes Lead in the Environment der Royal Society of New Zealand. Nach seinem Rücktritt an der Victoria University im Jahre 1998 wurde er emeritierter Professor. Ferrier begann einen von ihm so genannten „angeblichen Ruhestand“, in dem er an dem Institut Industrial Research Limited im Bereich der Kohlenhydrat-Chemie arbeitete. Er beschäftigte sich in dieser Zeit mit der Förderung der nächsten Generation der Kohlenhydrat-Chemiker in Neuseeland. Ferrier machte als Mentor junge Chemiker mit der Forschung vertraut und assistierte bei Publikationen. Im August 2012 feierte Ferrier seinen 80. Geburtstag und verabschiedete sich in den zweiten, nun vollständigen Ruhestand. Im selben Jahr wurde die Ferrier-Stiftung ins Leben gerufen, die jährlich einen Naturwissenschaftler auszeichnet und nach Neuseeland bringt, um mit Chemie-Studenten und Dozenten in Kontakt zu treten. 2013 verstarb Ferrier in Wellington (Neuseeland) und hinterließ eine Ehefrau und zwei Kinder. Seit 2014 gibt es an der Victoria University eine Forschungsgruppe (Ferrier Research Institute), die nach ihm benannt wurde.
Ferrier war der Zwillingsbruder von Barbara M. Ferrier (1932–2006), Chemikerin und Professorin an der McMaster University in Hamilton, Kanada.

## Forschung
Ferrier klärte den Mechanismus der Umlagerungsreaktion von 1,2-Glycal zu ungesättigte Glycosyl-Verbindungen auf, welche von Emil Fischer entdeckt wurde und nun unter der nach ihm benannten Ferrier-Reaktion bekannt ist.
Viele seiner besten Entdeckungen beruhen auf unerwartete chemische Beobachtungen, wodurch er oft auf unerforschte Gebiete stieß. Ein wichtiges Beispiel  ist die nach ihm benannte Ferrier-Carbocyclisierung, bei der exocyclische Enolether in substituierte Cyclohexanonen umgewandelt werden.

## Publikationen
Ferrier veröffentlichte in seinen 50 Karriere-Jahren 180 Forschungsartikel, wissenschaftliche Berichte und Bücher und hielt zehn Vorträge bei internationalen Tagungen. Seine wissenschaftlichen Berichte dienten besonders der Unterstützung der chemischen Gemeinschaft – von größtem Wert war jedoch das Buch Monosacchride Chemistry, welches er gemeinsam mit Peter Collins im Jahre 1972 veröffentlichte und 1995 zu dem Buch Monosaccharides: Their chemistry and their roles in natural products erweiterte.